# Демиденко Аркадій Федорович
Арка́дій Фе́дорович Демиде́нко  (29 січня 1950, Кагарлик — 28 вересня 2005) — український державний діяч, почесний залізничник, заслужений працівник транспорту України (з 2003 року).

## Біографія
Народився 29 січня 1950 року в місті Кагарлику Київської області. У 1967–1972 роках навчався в Ленінградському інституті інженерів залізного транспорту, здобувши професію інженера шляхів сполучення за спеціальністю «Автоматика, телемеханіка та зв'язок на залізничному транспорті» і був направлений на роботу в Кримську область.
У 1972–1976 роках працював електромеханіком, старшим електромеханіком на Сімферопольській дистанції сигналізації та зв'язку Придніпровської залізниці. У 1976–1978 роках — секретарем комітету комсомолу залізничного вузла міста Сімферополя. З 1978 року — відповідальний секретар райпрофспілки Кримського відділку Придніпровської залізниці міста Сімферополя. У 1978–1980 роках проходив строкову службу в Радянській армії.
У 1980–1985 роках — заступник секретаря, секретар парткому Сімферопольського залізничного вузла. В 1986–1988 роках — голова виконкому Залізничного району Сімферополя. В 1988–1990 роках — перший секретар Залізничного райкому КПУ Сімферополя.
З 1994 року — віце-прем'єр з питань народногосподарського комплексу, з 26 січня 1996 року по 4 червня 1997 року — прем'єр-міністр АР Крим, голова Ради міністрів АР Крим. За цей час його намагалися 7 разів відправити у відставку.
З жовтня 1997 року по серпень 2001 року — заступник міністра, в серпні 2001 — травні 2002 року — заступник державного секретаря в Міністерстві транспорту України.

Могила Аркадія Демиденка, Байкове кладовище

У 1996—1998 роках керував рухом «Крим — наш дім».
У травні 2002 — вересні 2003 року — перший заступник державного секретаря Міністерства транспорту України.
Був головою кримського земляцтва в Києві.
Помер у 55-річному віці 28 вересня 2005 року. Похований в Києві на Байковому кладовищі (ділянка № 49б, 50°25′3.19″ пн. ш. 30°30′2.61″ сх. д. / 50.4175528° пн. ш. 30.5007250° сх. д.).

## Наукова діяльність
Захистив докторську дисертацію на тему: «Розміщення виробничих потужностей Автономної Республіки Крим», доктор економічних наук.

## Вшанування пам'яті

меморіальна дошка

На батьківщині Аркадія Демиденка, у місті Кагарлиці, рішенням міської ради одна з вулиць названа його ім'ям. У міському музеї є присвячений йому куточок.
У Сімферополі, де він прожив і пропрацював з 1972 по 1997 роки, на будівлі Кримської дирекції залізничних перевезень на вулиці Павленка, 34, де він починав свій трудовий шлях, відкрито меморіальну дошку.